# 駐日スリランカ大使館

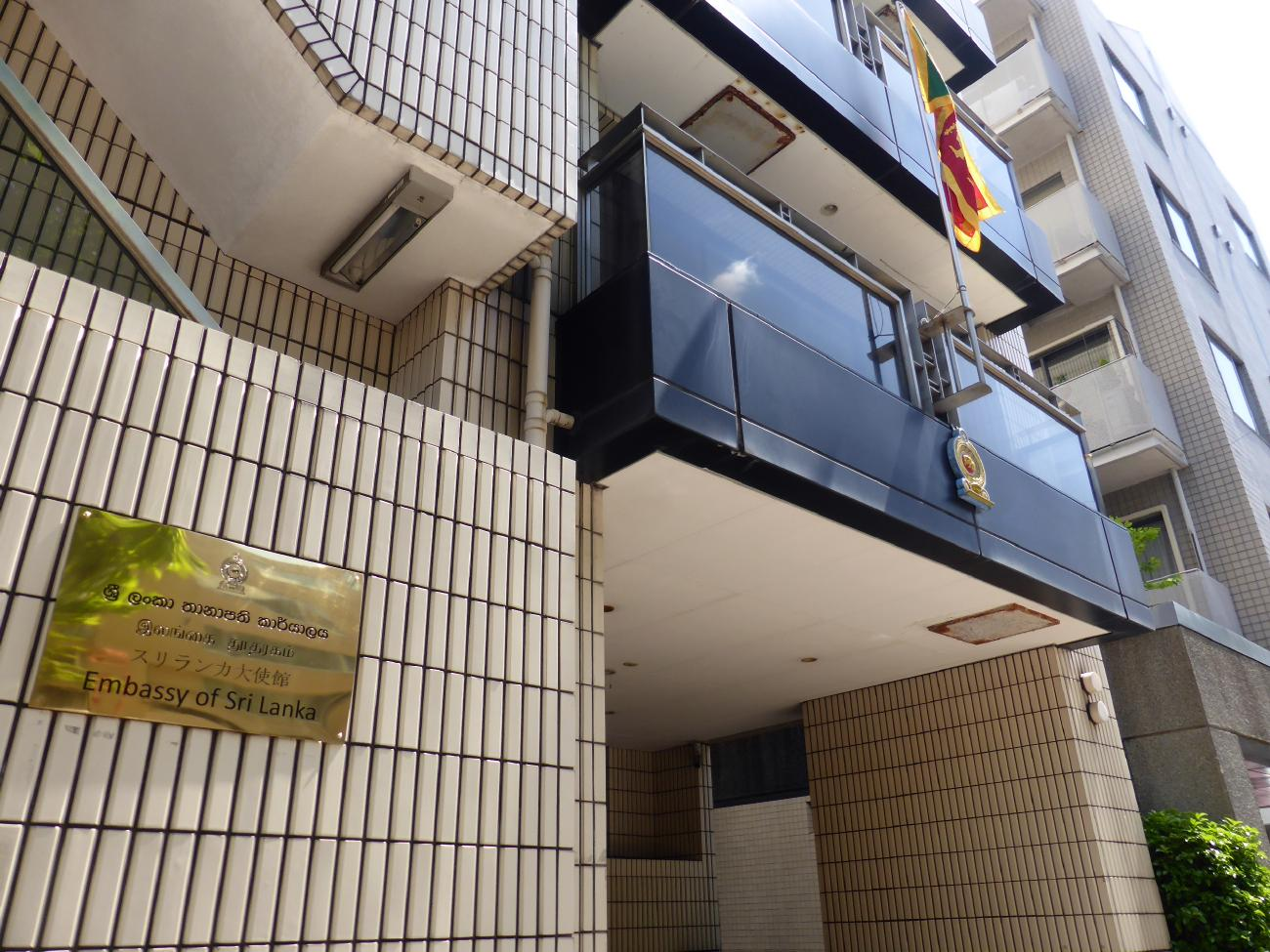
スリランカ大使館表札と国旗

駐日スリランカ大使館（ちゅうにちスリランカたいしかん、シンハラ語: ජපානයේ ශ්‍රී ලංකා තානාපති කාර්යාලය、タミル語: ஜப்பானில் உள்ள இலங்கை தூதரகம்、英語: Embassy of Sri Lanka in Japan）は、東京都港区高輪にあるスリランカ民主社会主義共和国の大使館。二本榎通りに面している。在東京スリランカ大使館（英語: Embassy of Sri Lanka in Tokyo）とも呼ばれる。

## 住所
- 住所: 東京都港区高輪二丁目1-54[1]
- アクセス: 都営地下鉄浅草線泉岳寺駅A2

## 大使
2024年12月1日より、セサス・タンブガラが臨時代理大使を務めている。

## エピソード
2011年4月3日、カランナーゴダ駐日特命全権大使（当時、以下同）は、福島県田村市で福島第一原子力発電所事故の避難民たちにカレーライスを振る舞った。放射能汚染により大使館を閉鎖したり、外交官を東京から関西方面へ退避させる国家もある中、カランナーゴダ大使は予定を変えず3月末に着任。大使は「こんな時こそ日本との結束を示すために、私は送られてきた」と述べた。
日本在住のスリランカ人には「日本にとどまり日本人を助けるように」と伝えている。大使自らの福島入りは異例の事だったが、海軍出身で救援活動の経験もある大使は「日本は、スマトラ沖大地震の際に駆け付けてくれた真の友人だから」と強調した。
東日本大震災の被災者には、300万個の紅茶のティーバッグと80万米ドル（約8000万円）の義援金を出すことも発表している。同年5月31日、カランナーゴダ大使は皇居で信任状捧呈式に臨み、2015年2月に自身の夫人を伴い、皇居で離任の挨拶をして、特命全権大使を辞任するまで駐日大使を務めた。